# ペトゥシキ駅
ペトゥシキ駅（ロシア語: Станция Петушки）は、ロシア連邦ヴラジーミル州ペトゥシキにある、ロシア鉄道（РЖД）の駅。シベリア鉄道（ゴーリコフスキー近郊鉄道）上の駅で、モスクワ（クールスキー）-ウラジーミル間急行列車やエレクトリーチカが停車する。

## 概要
モスクワのクールスキー駅からの所要時間は約2時間12分、ウラジーミル駅から約58分の位置にある。
当駅はゴーリキー鉄道支社管轄であるが、当駅からモスクワ方面はモスクワ鉄道支社の管轄となり、当駅とレオノヴォ駅の間にある122km地点の信号がモスクワ鉄道支社とゴーリキー鉄道支社の境界となっている。
ヴェネディクト・エロフェーエフ著の本「モスクワ発ペトゥシキ行」の主人公が向かっていた最終目的地として有名。

## 歴史
- 1861年 - 開業。

## 駅構造
島式ホーム1面2線と単式ホーム1面1線を有する地上駅。駅舎は単式ホーム上にあり、各ホームは歩道橋で繋がっている。改札口設置駅。

## 駅周辺
- マグニット（ロシア語版、英語版） - スーパーマーケット
- ピャトロチカ（ロシア語版、英語版） - コンビニエンスストア

## 隣の駅
ロシア鉄道
シベリア鉄道
中長距離列車
オレホヴォ・ズエヴォ駅 - ペトゥシキ駅 - ウンドル駅/ウラジーミル駅
エレクトリーチカ（モスクワ・クールスキー-ウラジーミル急行）
オレホヴォ・ズエヴォ駅 - ペトゥシキ駅 - ウラジーミル駅
エレクトリーチカ（モスクワ・クールスキー方面各停）
レオノヴォ駅 - ペトゥシキ駅
エレクトリーチカ（ウラジーミル方面各停）
ペトゥシキ駅 - コステリョヴォ駅